# Бонди Бийч
Бондай Бийч (на английски: Bondi Beach) е плаж в Сидни, Австралия, сред най-големите плажове в света.
Има дължина около 1 километър. Разположен е на приблизително 7 километра от центъра на града. Той е сред основните туристически атракции в града.
Голям брой туристи посещават Бондай Бийч през цялата година, много ирландски и британски туристи прекарват Коледа там.